# Исихия
Исихия е българска етно-ембиънт рок формация, създадена през 2000 г.

## История
Музиката им съчетава български фолклорни мотиви и църковни песнопения, изпълнени на разнообразни инструменти като тамбура, гайда, тарамбука, тимпани, тъпан, дайре, кавал, синтезатори и перкусии. В текстовете им са залегнали теми от българската история - главно Османското нашествие на Балканите, Османското владичество над България и трудностите и кървавите битки водени през този период. Името на групата се свързва със средновековния исихазъм и буквално означава „безмълвие“, „съзерцание“, „покой“.
Исихия стават известни още с първия по-голям концерт, на който участват: като подгряващи на македонската група Anastasia в НДК, София през 2000 година. Два месеца по-късно, по време на „Салон на изкуствата – София 2000“, групата печели награда и изнася самостоятелен концерт. През 2001 година издава първия си албум, едноименния „Исихия“.
През април 2003 г. излиза и вторият албум на групата, „Орисия“, който е създаден специално за едноименния танцов спектакъл на Нешка Робева. През същата година издателят на Исихия, AveNew Productions сключва договор с австрийската музикална компания Polyglobe Music за разпространение на първия албум на групата в Германия, Австрия, Швейцария, Дания, Холандия, Белгия и Лихтенщайн.
През септември 2005 г. Исихия изнася концерт във Военния клуб в София с македонската дарк уейв група Mizar. Групата има съвместни участия и с Нона Йотова, Теодосий Спасов, Лот Лориен и Kismet.

## Членове на групата
(състав на групата към 2009 г.)
- Евгени Николов – вокали
- Веселин Митев – вокали, кавал, гайда, дудук
- Петър Делчев – тамбура (булгарина), чело-тамбура, китара
- Панайот Ангелов – перкусии

## Бивши членове на групата
- Татяна Йосифова (участвала в албумите Исихия и Орисия)
- Владо Чифлиджанов (участвал в албумите Исихия и Орисия, гост-музикант в групата)
- Марин Генчев (участвал в албума Исихия)
- Калин Йорданов (участвал в албума Исихия)
- Мони Мончев (участвал в албума Орисия)

## Албуми

### Исихия2001
1. Преображение
2. Господи возвах
3. Царя Фружина
4. Черномен
5. 1393
6. Ветре
7. Саруяр

### Орисия2003
1. Ключ
2. Родопа
3. Угар
4. Кости
5. Турски танц
6. Проклятието
7. Чакрък
8. Въведение
9. Арамии
10. Господи возвах
11. Ветре

### Стихири/Откровения2009
CD 1. „Стихири“
1. Ипостас
2. Анахорет
3. Катизма
4. Време разделно
5. За вярата на Шишмана
6. Бдение
7. С Богом

CD 2. „Откровения“
14 композиции без имена

### Самостоятелни песни
Сингълът „За вярата на Шишмана“ е публикуван на 6 май 2009 г. (Гергьовден, а също така и Ден на храбростта и празник на Българската армия). Песента е авторска интерпретация на „Шишмановата войска“ („От кога се е, мила моя майно льо“). Това е първият български сингъл, публикуван за мобилна среда, чрез Vodafone live! портала на М-Тел.